# Nati nel 1309
| Questa pagina contiene informazioni ricavate automaticamente dalle voci biografiche con l'ausilio del template Bio e di un bot. L'aggiornamento è periodico e automatico e ricostruisce completamente la pagina. Se manca una persona in questa lista, sei pregato di non aggiungerla, ma accertati piuttosto che la sua voce biografica contenga il template Bio e che i dati anagrafici siano correttamente compilati. Se il template Bio manca, inseriscilo tu stesso o, in alternativa, metti l'avviso {{tmp\|Bio}} che ne segnala la mancanza. Se i dati riportati sono sbagliati, correggi direttamente la voce biografica; le modifiche saranno visibili in questa lista entro pochi giorni. Per chiarimenti vedi il progetto biografie. La lista contiene solo le 10 persone che sono citate nell'enciclopedia e per le quali è stato implementato correttamente il template Bio. Pagina aggiornata al 10 giu 2025. |

- 9 giugno - Roberto I del Palatinato, conte († 1390)
- Guglielmo Buccheri, religioso italiano († 1404)
- Firuz Shah Tughlaq, sultano indiano († 1388)
- Giovanni II di Norimberga, nobile tedesco († 1357)
- Giovanni I di Nassau-Weilburg, conte tedesco († 1371)
- Giovanni da Amelia, cardinale e arcivescovo cattolico italiano († 1386)
- Margherita I di Borgogna, contessa († 1382)
- Paolo Trinci, religioso italiano († 1391)
- Maria di Valois, nobile francese († 1332)
- Ghigo VIII de la Tour-du-Pin, nobile francese († 1333)